# Сангхар
Сангхар (англ. Sanghar, урду سانگھڑ‎) — город в пакистанской провинции Синд, административный центр одноимённого округа.

## География
Город находится в центральной части Синда, на расстоянии приблизительно 220 километров к северо-востоку от Карачи, административного центра провинции.
Абсолютная высота — 14 метров над уровнем моря.
Ближайший гражданский аэропорт расположен в городе Навабшах.

## Демография
По данным переписи 1998 года, население составляло 50 259 человек.
Динамика численности населения города по годам:
| 1961   | 1972   | 1981   | 1998   | 2012   |
| ------ | ------ | ------ | ------ | ------ |
| 10 153 | 19 739 | 29 239 | 50 259 | 59 934 |